# Álbuns número um no Brasil em 2016

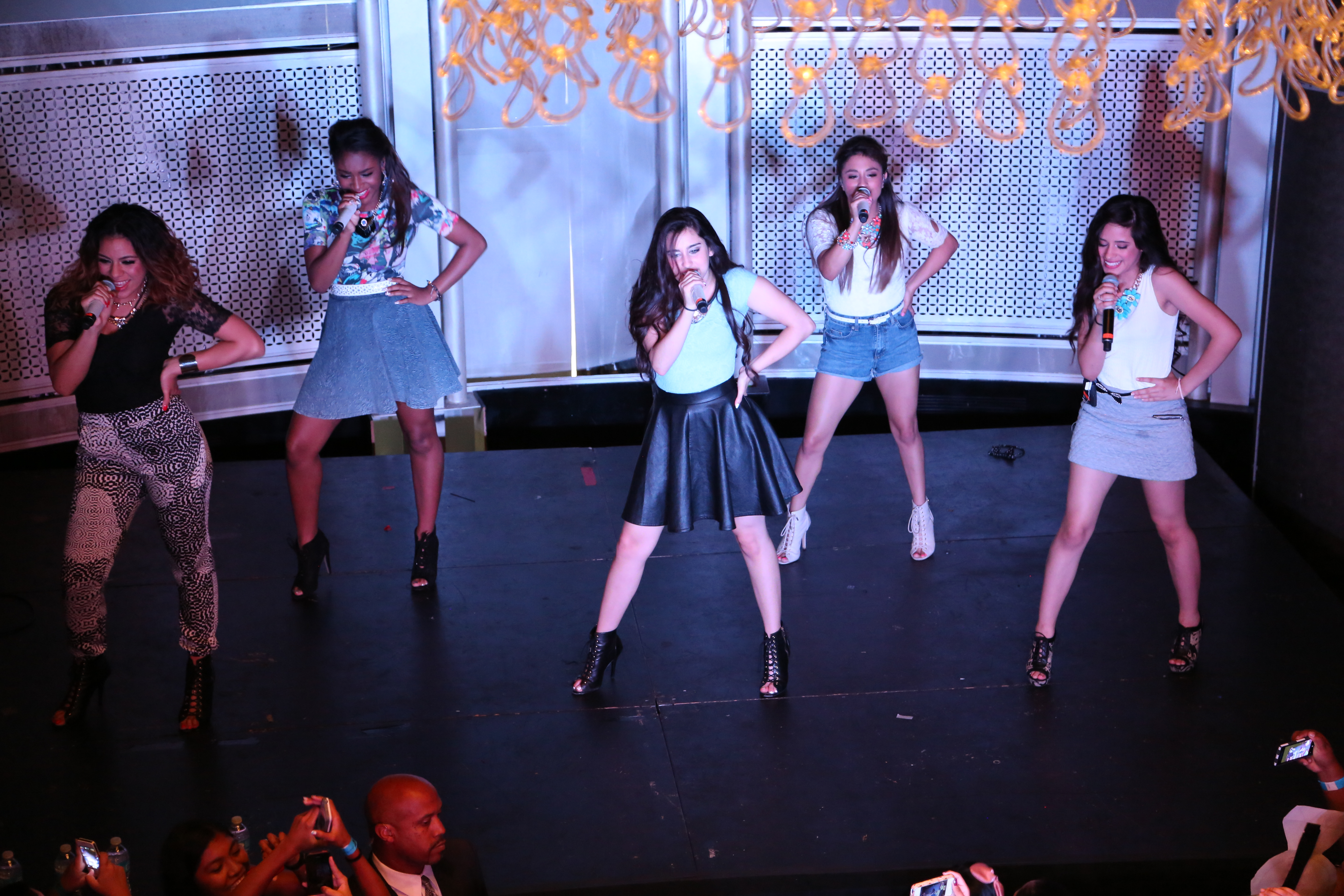
7/27, de Fifth Harmony (foto), permaneceu por nove semanas no topo da tabela, tendo, portanto, o maior decurso do ano.

A lista dos álbuns número um no Brasil em 2016 foi realizada através de dados compilados pela Pro-Música Brasil e pela Nielsen baseando-se nas vendas físicas e digitais dos álbuns a cada semana no país, e publicados pela Billboard e pelo Portal Sucesso. Durante o decorrer do ano, quinze foram os discos que atingiram o topo da tabela nas 53 vezes em que ela foi divulgada. 
25, da cantora inglesa Adele, abriu o ano da parada musical; Sambas de Enredo 2017, compilação de vários artistas, foi quem fechou o ciclo. Joanne, da estadunidense Lady Gaga, permaneceu por sete semanas consecutivas no primeiro lugar. Outros destaques ao longo do ano vão para Fifth Harmony, que com seu segundo disco de originais, 7/27, ficou no cume por nove semanas, o maior decurso do ano, e para a dupla sertaneja Jorge & Mateus, dona do topo por oito semanas com o trabalho ao vivo Como. Sempre Feito. Nunca. O supracitado 25 foi o mais vendido em território brasileiro por cinco semanas.
Pela primeira vez nas suas carreiras, Marília Mendonça e Maiara & Maraisa chegaram à primeira colocação, com suas obras Marília Mendonça - Ao Vivo e Ao Vivo em Goiânia, respectivamente. Ivete Sangalo também chegou ao ápice da parada, com o primeiro volume de Acústico em Trancoso, um álbum duplo ao vivo. Além dos citados, chegaram ao topo Ao Vivo em Brasília, de Wesley Safadão, Bar do Leo, de Leonardo, Dangerous Woman, de Ariana Grande, Coleção, de Marisa Monte, Inesperado, de Anahi e Cabaré Night Club, parceria entre Leonardo e Eduardo Costa. Fora da categoria de álbuns de estúdio, pertenceu à compilação Sambas de Enredo 2016 a liderança por quatro semanas.

## Histórico
Todos os dados foram retirados da parada fornecida por Pro-Música Brasil e Nielsen para a Billboard e o Portal Sucesso.
| Data            | Álbum                          | Artista(s)               |
| --------------- | ------------------------------ | ------------------------ |
| 2 de janeiro    | 25                             | Adele                    |
| 9 de janeiro    | 25                             | Adele                    |
| 16 de janeiro   | Sambas de Enredo 2016          | Vários Artistas          |
| 23 de janeiro   | Sambas de Enredo 2016          | Vários Artistas          |
| 30 de janeiro   | Sambas de Enredo 2016          | Vários Artistas          |
| 6 de fevereiro  | Sambas de Enredo 2016          | Vários Artistas          |
| 13 de fevereiro | 25                             | Adele                    |
| 20 de fevereiro | 25                             | Adele                    |
| 27 de fevereiro | 25                             | Adele                    |
| 5 de março      | Ao Vivo em Brasília            | Wesley Safadão           |
| 12 de março     | Como. Sempre Feito. Nunca      | Jorge & Mateus           |
| 19 de março     | Como. Sempre Feito. Nunca      | Jorge & Mateus           |
| 26 de março     | Como. Sempre Feito. Nunca      | Jorge & Mateus           |
| 2 de abril      | Como. Sempre Feito. Nunca      | Jorge & Mateus           |
| 9 de abril      | Como. Sempre Feito. Nunca      | Jorge & Mateus           |
| 16 de abril     | Como. Sempre Feito. Nunca      | Jorge & Mateus           |
| 23 de abril     | Como. Sempre Feito. Nunca      | Jorge & Mateus           |
| 30 de abril     | Como. Sempre Feito. Nunca      | Jorge & Mateus           |
| 7 de maio       | Bar do Leo                     | Leonardo                 |
| 14 de maio      | Coleção                        | Marisa Monte             |
| 21 de maio      | Coleção                        | Marisa Monte             |
| 28 de maio      | Dangerous Woman                | Ariana Grande            |
| 4 de junho      | 7/27                           | Fifth Harmony            |
| 11 de junho     | 7/27                           | Fifth Harmony            |
| 18 de junho     | 7/27                           | Fifth Harmony            |
| 25 de junho     | Inesperado                     | Anahí                    |
| 2 de julho      | 7/27                           | Fifth Harmony            |
| 9 de julho      | 7/27                           | Fifth Harmony            |
| 16 de julho     | 7/27                           | Fifth Harmony            |
| 23 de julho     | 7/27                           | Fifth Harmony            |
| 30 de julho     | Acústico em Trancoso: Volume 1 | Ivete Sangalo            |
| 6 de agosto     | Acústico em Trancoso: Volume 1 | Ivete Sangalo            |
| 13 de agosto    | Acústico em Trancoso: Volume 1 | Ivete Sangalo            |
| 20 de agosto    | Acústico em Trancoso: Volume 1 | Ivete Sangalo            |
| 27 de agosto    | 7/27                           | Fifth Harmony            |
| 3 de setembro   | Marília Mendonça - Ao Vivo     | Marília Mendonça         |
| 10 de setembro  | Marília Mendonça - Ao Vivo     | Marília Mendonça         |
| 17 de setembro  | Ao Vivo em Goiânia             | Maiara & Maraisa         |
| 24 de setembro  | Ao Vivo em Goiânia             | Maiara & Maraisa         |
| 1 de outubro    | Ao Vivo em Goiânia             | Maiara & Maraisa         |
| 8 de outubro    | Marília Mendonça - Ao Vivo     | Marília Mendonça         |
| 15 de outubro   | 7/27                           | Fifth Harmony            |
| 22 de outubro   | Joanne                         | Lady Gaga                |
| 29 de outubro   | Joanne                         | Lady Gaga                |
| 5 de novembro   | Joanne                         | Lady Gaga                |
| 12 de novembro  | Joanne                         | Lady Gaga                |
| 19 de novembro  | Joanne                         | Lady Gaga                |
| 26 de novembro  | Joanne                         | Lady Gaga                |
| 3 de dezembro   | Joanne                         | Lady Gaga                |
| 10 de dezembro  | Sambas de Enredo 2017          | Vários Artistas          |
| 17 de dezembro  | Cabaré Night Club              | Leonardo & Eduardo Costa |
| 24 de dezembro  | Cabaré Night Club              | Leonardo & Eduardo Costa |
| 31 de dezembro  | Sambas de Enredo 2017          | Vários Artistas          |